# 模拟系列列表
本列表为模拟系列游戏（ ）及其资料盘和其合辑的完整列表。“模拟”游戏泛指遊戲名稱包含“模拟”（Sim）的电子游戏。大多数的“模拟”游戏由Maxis（1997年被美国艺电并购）开发并由其或美国艺电出版（1997年以后）。美国艺电也出售过由西木工作室，牛蛙制作，Firaxis和Tilted Mill开发的几款“模拟”游戏。

## 模拟城市系列
- 模拟城市
- 模拟城市2000
- 模拟城市3000
- 模拟城市4
  - 模拟城市4 高峰时刻
- 模拟城市DS
- 模拟城市 梦想之都
  - 模拟城市 梦想之都 度假胜地 SimCity Societies: Destinations
- 模拟城市DS2
- 模拟城市 创造家 SimCity Creator
- 模拟城市 (2013年电子游戏)

### 合辑包
- 模拟城市2000 网络版 SimCity 2000 Network Edition
- 模拟城市2000 特别版 SimCity 2000 Special Edition
- 模拟城市3000 探索无限 SimCity 3000 Unlimited
- 模拟城市3000 世界版 SimCity 3000 World Edition
- 模拟城市4 豪华版 SimCity 4 Deluxe Edition
- 模拟城市宝盒 The SimCity Box

## 其它“模拟”游戏
- 模拟地球 SimEarth
- 模拟蚂蚁 SimAnt
- 模拟生命 SimLife
- 模拟农场 SimFarm
- 模拟精炼厂 SimRefinery
- 模拟大楼 SimTower
- 模拟直升机 SimCopter
- 模拟城市大街小巷 Streets of SimCity
- 模拟卫生 SimHealth
- 模拟小岛 SimIsle
- 模拟城镇 SimTown
- 模拟公园 SimPark
- 模拟高尔夫 SimGolf
- 模拟音符 SimTunes
- 模拟探险 SimSafari
- 席德·梅尔 模拟高尔夫 Sid Meier's SimGolf
- 模拟动物 SimAnimals

### 合辑包
- 疯狂模拟 Sim Mania（2000出版的Windows游戏，包括模拟城市，模拟大楼，模拟小岛，模拟直升机，模拟城市大街小巷和模拟探险。）
- 模拟大收集 The Sim Collection（2003年出版的Windows游戏，包括模拟主题公园，模拟人生，模拟城市3000 探索无限和模拟人生Online。）
- 疯狂模拟2 Sim Mania 2（2003年3月19日出版的Windows游戏，包括模拟城市3000，模拟主题公园，模拟过山车和席德·梅尔 模拟高尔夫。）
- 疯狂模拟3 Sim Mania 3（2005年6月21日出版的Windows游戏，包括模拟直升机，模拟探险，模拟主题公园，模拟城市3000 探索无限，模拟过山车和席德·梅尔 模拟高尔夫。）

## 已取消的游戏
- 模拟村庄 SimsVille
- 模拟火星 SimMars